# Bad Eilsen
Bad Eilsen település Németországban, azon belül Alsó-Szászország tartományban. Lakosainak száma 2563 fő (2023. december 31.).

## Népesség
A település népességének változása:
| Lakosok száma | 2480 | 2533 | 2598 | 2579 | 2569 | 2580 | 2563 |
|               | 2015 | 2016 | 2017 | 2019 | 2021 | 2022 | 2023 |